# Théâtre Gergely Csiky
Le théâtre Gergely Csiky (Csiky Gergely Színház, anciennement connu sous le nom de Théâtre national de Kaposvár, Nemzeti Színház), situé à Kaposvár, est l'un des symboles de la ville, l'un des théâtres les plus grands et les plus célèbres du pays. Il a été nommé d'après Gergely Csiky (1842-1891), dramaturge, traducteur, deuxième secrétaire de la Société Kisfaludy et membre correspondant de l'Académie hongroise des sciences.
Le bâtiment du théâtre est une œuvre exceptionnelle de l'architecture Art nouveau hongroise.

## Emplacement
Le théâtre est situé au centre de Kaposvár, sur l'actuelle place Rákóczi, non loin de la gare ferroviaire et des gares routières. Le bâtiment est entouré par le parc du théâtre.

## Histoire du bâtiment
Le premier théâtre permanent de Kaposvár ouvre ses portes en 1911 sur l'ancienne place Búza avec l'opérette Der Zigeunerbaron (Le Baron tzigane).
Les plans du théâtre sont réalisés par Ede Magyar et József Stahl, également appelé le « Gaudí hongrois ». Les plans sont mis en œuvre par Péter Melocco, un entrepreneur de Budapest.
Dans les années 1950, le bâtiment est agrandi, ce qui  affecte principalement la cour. Il subit une rénovation complète au début des années 1980, lorsque la plupart des techniques scéniques (encastrés, lampes) utilisées pour la décennie sont incorporées. Il est à nouveau rénové à la fin des années 1980, et les représentations ont lieu provisoirement à la Maison Latinka (aujourd'hui Centre d'art et de culture Antal Németh). Le bâtiment rénové est inauguré le 5 mars 1988 avec la pièce grotesque d'István Örkény, Pisti a vérzivatarban (« Pisti dans la tempête sanglante »), mise en scène par László Babarczy et mettant en vedette Zoltán Bezerédi. La performance est également diffusée par la télévision hongroise.
À partir de janvier 2017, le bâtiment fait l'objet d'une rénovation complète, d'une reconstruction et d'un agrandissement pendant près de trois ans. Dans le processus, de nouveaux équipements de scène modernes sont également installés, le théâtre est doté d'une nouvelle partie, à l'arrière du bâtiment, et l'ancienne couleur extérieure jaune est remplacée par le rouge brique d'origine, comme au début du XXe siècle, quand il est reconstruit. La cérémonie de remise du bâtiment rénové a lieu le 11 novembre 2019 en présence, entre autres, du Premier ministre Viktor Orbán. La nouvelle saison d'ouverture commence le 15 novembre 2019 avec une pièce de Gergely Csiky, Buborékok. La performance est dirigée par Attila Vidnyánszky, avec Zsuzsa Varga et Tamás Szalma.

## Prises de vue aériennes

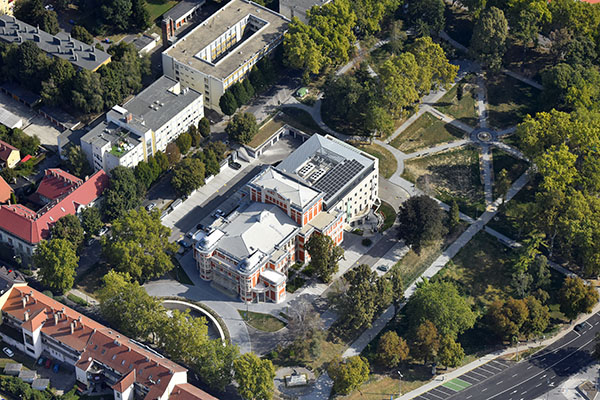
Vue aérienne du nouveau théâtre Gergely Csiky à Kaposvár
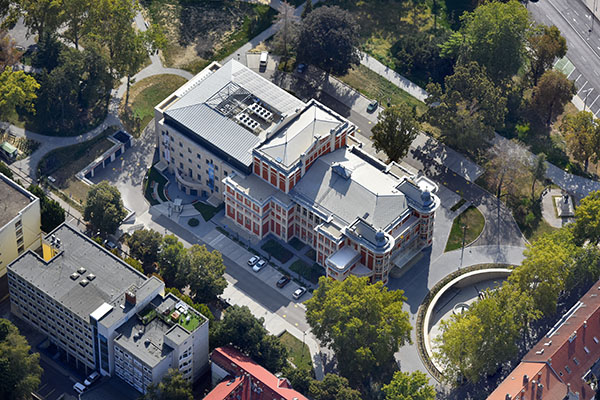
Photo aérienne du théâtre
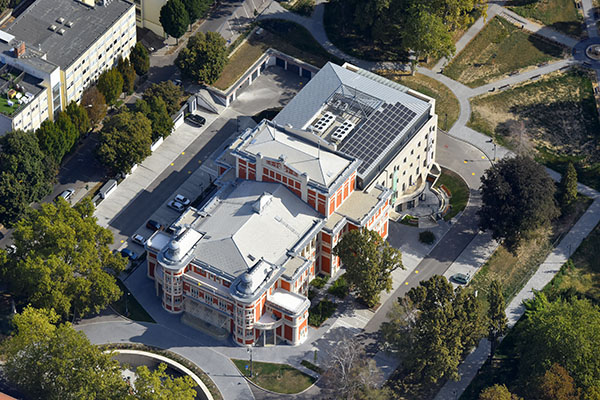
Théâtre Gikely Csiky - photo aérienne

## Directeurs de théâtre
- László Sugar (1955-1956)
- Janos Zách (1956-1957)
- Ottó Ruttkai (1957-1960)
- Gábor Sallós (1960-1963)
- György Gati (1963-1966)
- Lászlo Laczina (1966-1971)
- István Komor (1971-1974)
- Gábor Zsámbéki (1971-1978)
- Lászlo Babarczy (1978-2007)
- István Znamenak (2007-2008)
- György Schwajda (2008-2010)
- Zoltán Rátóti (2010-2016)
- Péter Fülöp (2016-)[1]

## Personnalités du théâtre
- Vasziljev Anatolij
- Tamás Ascher
- János Ács
- László Babarczy
- Géza Balkay
- Juli Básti
- Zoltán Bezerédi
- Eszter Csákányi
- Virág Csapó
- Árpád Csernák
- Gábor Csikós
- Ibolya Csonka
- István Csorba
- László Csurka
- Klára Czakó
- Sándor Dánffy
- Péter Donáth
- Károly Eperjes
- István Eörsi
- Gabi Gubás
- István Gőz
- István Gyuricza
- Péter Gothár
- László Helyey
- György Hunyadkürti
- István Jeney
- Tamás Jordán
- Imre Kamondi
- Tamás Karácsony
- Györgyi Kari[2]
- József Kelemen
- László Keszég
- István Kiss
- István Komor
- Katalin Kristóf
- János Kulka
- Vilmos Kun
- Róbert Koltai
- Kati Lázár
- Nelli Litvai
- Andor Lukáts
- Tünde Majsai-Nyilas
- Gábor Máté
- József Mentes
- Győző Mihályi
- István Mohácsi
- János Mohácsi
- Piroska Molnár
- Sándor Mucsi
- Mari Nagy
- Oszkár Nyári
- Szilvia Nyári
- Éva Olsavszky
- Gyula Pauer
- Judit Pogány
- Ádám Rajhona
- Attila Réthly
- Erika Réti
- György Schwajda
- György Selmeczi
- Egyed Serf
- Béla Spindler
- Ildikó Szabó
- Kálmán Szabó
- Kimmel Tamás Szabó
- Ottó Szokolay
- István Szőke
- Katalin Takács
- Éva Timár
- Géza Tordy
- Béla Tóth[3]
- Mari Törőcsik
- László Vajda
- Zsuzsanna Varga
- András Várkonyi
- Mária Veszeley
- István Znamenák
- Gábor Zsámbéki

## Membres perpétuels
- László Babarczy (2011)[4]
- Béla Toth (2012)[5]
- Piroska Molnár (2012)[6]
- Béla Spindler (2014)[7]
- Jozsef Szalai (2019)[8]
- György Hunyadkürti, György Székely (2020)[9]
- Nora Cselényi (2021)